# José Benlloch
José Benlloch Fernández (Vila-real, Castellón, 13 de agosto de 1974) es un político y abogado español. Actualmente desde el año 2011 es el alcalde de Vila-real.

## Biografía

### Formación
Licenciado en Derecho por la Universitat Jaume I de Castelló de la Plana, siendo abogado especializado en responsabilidad civil y en derecho penal, donde ejerció como abogado en su empresa dedicada a la asesoría de empresas y a la prestación de servicios jurídicos. También ha trabajado como asesor para la multinacional mexicana Convermex. 

### Carrera política
José Benlloch es militante del Partit Socialista del País Valencià (PSPV-PSOE), siendo desde el año 2003 concejal del Ayuntamiento de Vila-real. En el año 2007 fue candidato en las elecciones municipales a la alcaldía quedando en segundo lugar tras no haber conseguido los votos suficientes para quitarle la mayoría absoluta al Partido Popular (PP), pero tras las elecciones municipales del 2011 sí llegó a ser el nuevo alcalde de Vila-real tras la coalición entre concejales del Partit Socialista del País Valencià, Bloc Nacionalista Valencià, Esquerra Unida del País Valencià e Iniciativa del Poble Valencià.
También es diputado en las Cortes Valencianas por la circunscripción electoral de la provincia de Castellón tras las elecciones autonómicas de 2011, siendo miembro de la Comisión de Gobernación y Administración Local del gobierno Valenciano.